# Beebe Plain
Beebe Plain es un área no incorporada ubicada en el condado de Orleans en el estado estadounidense de Vermont. Beebe Plain se encuentra ubicada en el pueblo de Derby y limita al norte con Beebe, Quebec, Canadá.

## Geografía
Beebe Plain se encuentra ubicada en las coordenadas 45°0′19″N 72°8′27.97″O / 45.00528, -72.1411028.